# Fausto Santini
Fausto Santini (* 25. April 1987) ist ein Schweizer Leichtathlet. Seine Spezialdisziplin ist der 400-Meter-Hürdenlauf. Er ist zweimaliger Schweizer Meister, nahm an den Leichtathletik-Europameisterschaften 2010 in Barcelona teil und erreichte an den Militärweltspielen 2011 den Final.
Santini startet für den LC Zürich.

## Erfolge
- 2007: 3. Rang Schweizer Meisterschaften
- 2008: 3. Rang Schweizer Meisterschaften
- 2009: Schweizer Meister
- 2010: Schweizer Meister; Teilnahme Europameisterschaften
- 2011: 7. Rang Militärweltspiele

## Persönliche Bestleistungen
- 400-Meter-Hürdenlauf: 51,05 s, 10. Juli 2010 in Bern

| Personendaten    | Personendaten          |
| ---------------- | ---------------------- |
| NAME             | Santini, Fausto        |
| KURZBESCHREIBUNG | Schweizer Leichtathlet |
| GEBURTSDATUM     | 25. April 1987         |